# ويليام كوك
ويليام كوك ولد في 1972 وهو معلم فنون قتالية ومروج لتعليم الفنون القتالية في أمريكا. أسس كوك جمعية لتعليم الفنون القتالية تدعى "Kung Fu Gentleman"، وهي منظمة غير ربحية تعزز تعليم فنون الدفاع عن النفس وثقافة فنون الدفاع عن النفس التقليدية. ويعمل أيضًا كرئيس مشارك لخريجي جامعة هارفارد للتعليم في نيويورك.

## حياته والفنون القتالية
ويليام كوك هو الابن الأكبر لـ كوك يوين واه، أستاذ التربية البدنية الذي علم كوك الوينغ تشون وعلوم الحركة. قبل تعلم الوينغ تشون العملي من المعلم وان كام ليونغ، تم تدريب كوك على العديد من الأساليب القتالية بما في ذلك التايكواندو التقليدي، تحت قيادة كيم سوك جون. يرجع الفضل إلى كوك في نشر أسلوب الوينج تشون العملي في أمريكا. قال ويليام: 
 "مثل الراهب الشهير شوان زانغ في الرواية الصينية الكلاسيكية (رحلة إلى الغرب)، الذي سافر إلى الهند بحثًا عن الكتب البوذية، ساعد كوك في إحضار الوينج تشون العملي إلى أمريكا، وتعليم الغربيين. 
 في عام 2007 أنشأ كوك مدرسة (جوثام للفنون القتالية) في نيويورك. في مايو 2013 استضاف أول ندوة أمريكية مفتوحة على الإطلاق للمعلم وان كام ليونغ في مدينة نيويورك. في نوفمبر 2014 أنتج التلفزيون المركزي الصيني فيلمًا وثائقيًا، "رجل والوينج تشون" حيث ظهر فيه. في سبتمبر 2017 تمت دعوته كمقدم ضيف في ندوة وونغ شون ليونغ للوينج تشون في لوس أنجلوس، كاليفورنيا.

## خلفية أكاديمية
يُعرف كوك بتحليل تقنيات فنون الدفاع عن النفس مع علوم الحركة الحديثة وتحسين طرق التدريس. إلى جانب تعلم علوم الحركة من والده، درس التربية البدنية في جامعة كولومبيا. قبل الترويج لتعليم الفنون القتالية في أمريكا، قام بتدريس الدراسات التجارية كأستاذ مساعد في جامعة سيتي في نيويورك. كوك حاصل أيضًا على درجة الماجستير من جامعة هارفارد. وهو يسعى حاليًا للحصول على درجة الدكتوراه في التربية في جامعة نورث إيسترن، حيث يهدف إلى تطوير برنامج تعلم اجتماعي وعاطفي مستوحى من فنون الدفاع عن النفس لطلاب المدارس الابتدائية.

## تطوير وترقية تعليم فنون الدفاع عن النفس

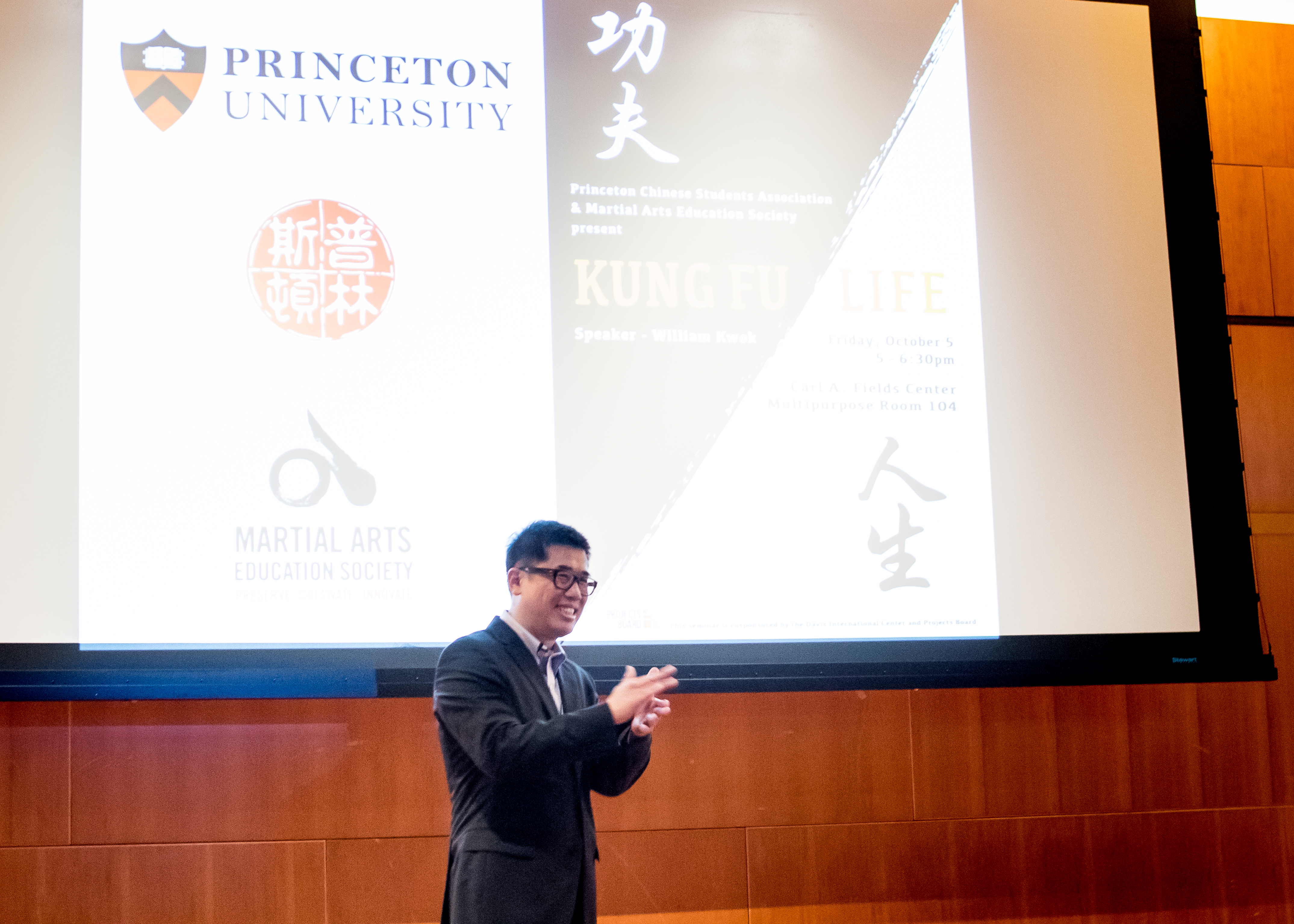
ويليام كووك يقدم ندوة تعليمية تفاعلية حول فنون الدفاع عن النفس بعنوان "الكونغ فو · الحياة" في جامعة برينستون

يُنظر إلى كوك كواحد من الأشخاص الرئيسيين الذين نظموا دراسة الوينج تشون العملي في برنامج تدريب عصري. يروج لمفاهيم المهارات القتالية ومهارات التدريس كمجموعتين مختلفتين من المهارات، وأن تدريب معلم فنون الدفاع عن النفس يجب أن يشمل تعليم المعلمين مثل تصميم المناهج وتحليلها، والتعلم الحركي، وطرق التدريس. بالإضافة إلى ذلك، يشدد على ضرورة الموازنة بين التدريب البدني للتقنية والتدريب الفلسفي للعقل "مثل ين ويانغ،  معتقدًا أن هناك إحساسًا قويًا بالثقافة والتواضع - ما يسميه "الفضيلة القتالية"  - تعتبر حاسمة لدراسة فنون الدفاع عن النفس وتحسين فنون الدفاع عن النفس. في مقابلة عام 2017 مع (mywoodendummy.com)، يصف كوك خمسة أنظمة حسية - الأنظمة المرئية والسمعية والشمية واللمسية والاستشعارية - التي يعتقد أنها مهمة في تدريب الوينغ تشون. أسس كووك رئيس جمعية تعليم فنون الدفاع عن النفس في عام 2018 وكان يعمل كرئيس لها بمهمة "إعادة الانضباط الذاتي والأمل إلى مجتمعاتنا." كما طور برنامجًا يسمى (Martial Mind) وهو برنامج تعلم اجتماعي عاطفي للمدارس الابتدائية. في مارس 2018 تمت دعوة كووك كمتحدث ضيف لتبادل معرفته بتعليم فنون الدفاع عن النفس والثقافة الصينية في ندوة أكاديمية استضافتها جمعية الطلاب والعلماء الصينيين في هارفارد بعنوان "هل تواجه فنون الدفاع عن النفس الصينية تحديات؟، في كلية الدراسات العليا للتعليم بجامعة هارفارد،  في أكتوبر 2018، قدم كوك ندوة بعنوان«حياة الكونغ فو» لطلاب جامعة برينستون يناقش فيها فلسفة فنون الدفاع عن النفس.